# Howard Vaughton
Oliver Howard Vaughton (* 9. Januar 1861 in Aston, Birmingham; † 6. Januar 1937 in Birmingham) war ein englischer Fußballspieler. Bekannt wurde der englische Pokalsieger des Jahres 1887 gemeinsam mit Arthur Brown als erster Nationalspieler in der Geschichte von Aston Villa.

## Sportliche Laufbahn
Der vorrangig auf der halblinken Stürmerposition und als Linksaußen agierende Vaughton erlernte das Fußballspielen beim FC Waterloo, bevor er über den Umweg von Small Heath Alliance (heute: „Birmingham City“) und der Wednesbury Strollers im Jahre 1880 zu Aston Villa wechselte.
Zwischen 1880 und 1888 absolvierte er 26 FA-Cup-Spiele und schoss dabei 15 Tore. Sein größter Erfolg war 1887 der Gewinn des englischen Pokals, als er im Endspiel in der 2:0-Siegermannschaft gegen West Bromwich Albion stand. Er bildete dabei vor allem auf der linken Seite ein effektives Duo mit Dennis Hodgetts; zuvor hatte er meist mit Eli Davis zusammengespielt. Die Torgefährlichkeit schwankte bei Vaughton in der häufig vom allgegenwärtigen Mittelstürmer und Mannschaftskapitän Archie Hunter dominierten Offensivformation. An einer nationalen Meisterschaftsrunde, die durch die Gründung der Football League zur Saison 1888/89 entstand, nahm Vaughton nicht mehr teil. Eine schwere Oberschenkelverletzung zwang ihn im Mai 1888 zur Beendigung seiner Karriere.
Vaughton ist heute vor allem als erster (A-)Nationalspieler von Aston Villa bekannt. Bei seinem Debüt in Belfast schoss er am 18. Februar 1882 fünf Tore zum deutlichen 13:0-Sieg gegen Irland. Seinem Mannschaftskamerad Arthur Brown gelangen in dieser Partie weitere vier Treffer. Mit diesen fünf Toren ist Vaughton bis zum heutigen Tage Rekordhalter im englischen Nationalteam für die meisten Tore in nur einem Spiel. Sein zweites Länderspiel gegen Schottland war hingegen von deutlich weniger Erfolg geprägt. Zwar gelang ihm wieder ein Tor, aber die deutliche 1:5-Niederlage war damit nicht zu verhindern. Nach zwei weiteren Niederlagen verabschiedete er sich am 17. März 1884 mit einem 4:0-Sieg gegen Wales von der englischen Auswahl, wobei er in den letzten drei Partien kein weiteres Tor mehr erzielte.
Neben dem Fußball war Howard Vaughton auch in anderen Sportarten erfolgreich. Unter anderem spielte er Cricket für die Auswahlteams der Grafschaften Staffordshire und Shropshire. Er war Landesmeister im Eislaufen; zudem übte er das Radrennfahren und den Hockeysport aus.

## Nach dem Fußball
Vaughton arbeitete nach seiner aktiven Fußballlaufbahn als Silberschmied. Nachdem der ursprüngliche FA Cup im Jahre 1895 aus einem Birminghamer Sportgeschäft entwendet worden war – Aston Villa hatte den Pokal gerade gewonnen und im Schaufenster des Ladens zur Schau gestellt – wurde Vaughtons Unternehmen mit der originalgetreuen Reproduktion des FA Cups betraut.
Zwischen 1924 und 1932 war Vaughton Präsident von Aston Villa. Das Engagement musste er schließlich wegen einer Krankheit beenden. Knapp fünf Jahre später verstarb er in seiner Heimatstadt Birmingham. Dort ist heute eine Straße nach der Vaughton-Familie benannt, die dort über weitreichende Verbindungen verfügt.
Mit Jonny Vaughton wurde später ein Nachfahre Howard Vaughtons zu einem erfolgreichen Spieler im Rugby Union und Teilnehmer an den Commonwealth Games 2006 in Australien.

## Erfolge
- Englischer Pokalsieger: 1886/87